# David Vignoni
David Vignoni (Cesena, 1980) è un disegnatore italiano specializzato in computer grafica, in particolare nel settore delle icone.
Vignoni è l'autore del set di icone Nuvola. Ha disegnato icone per diversi siti web, tra cui HTML.it, OpenSUSE.org, and Gametown.it. Ha disegnato diversi set di icone per vari software, come Flumotion, Samba 2000, Strata, and Kontact. David Vignoni ha disegnato anche icone per dei Sistemi Operativi, Sphinx OS, vari progetti KDE, e il logo di Fox Linux.